# La Criée (théâtre)
Pour les articles homonymes, voir La Criée et Criée.
La Criée - Théâtre national de Marseille est un théâtre qui a le statut de Centre dramatique national. Fondé en 1981 par Marcel Maréchal au 30, quai de Rive-Neuve à Marseille (France), il s'ouvre sur le Vieux-Port.

## Historique

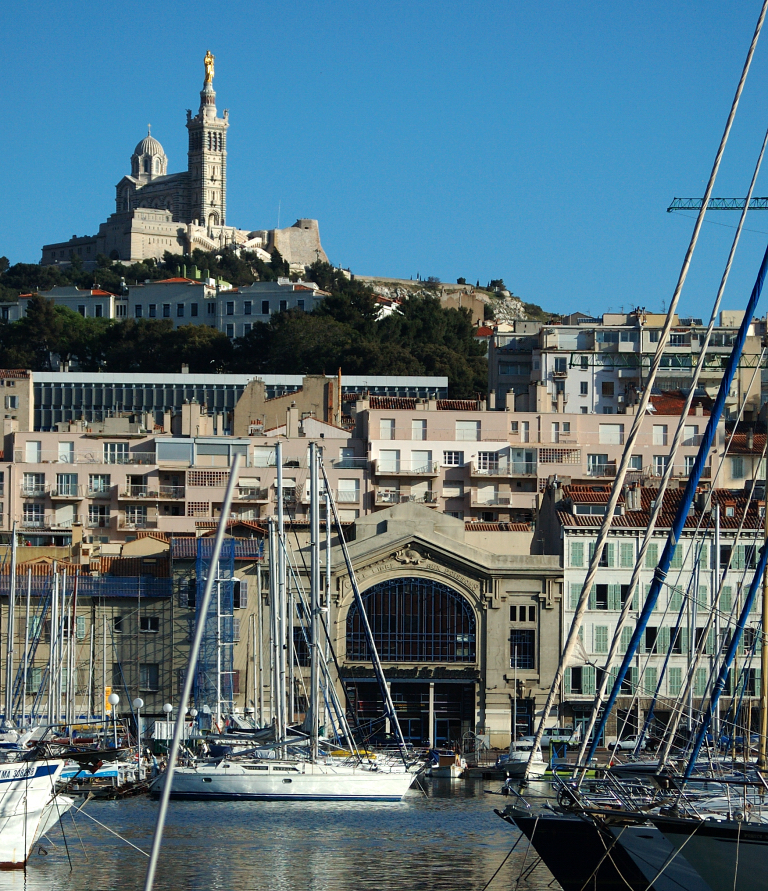
La Criée, vue du quai opposé au théâtre, au pied de la basilique Notre-Dame-de-la-Garde.

De 1909 à 1976, le lieu était une halle aux poissons — transférée depuis au port de Saumaty, dans le quartier de l'Estaque — où la vente s'effectuait « à la criée » et le théâtre en a hérité l'appellation. C'est en 1981 que le Théâtre national de Marseille est fondé dans le bâtiment par Marcel Maréchal et François Bourgeat,.
Sur sa façade datant du début du 20e siècle et classée monument historique, on peut toujours lire l'inscription « Criée libre aux poissons ». Aujourd'hui, le bâtiment abrite une grande salle de 800 places ainsi qu'une salle modulable de 280 places aménagées en fonction de recherches scénographiques privilégiant le rapport spectateurs/acteurs grâce à la suppression de la dénivellation traditionnelle entre la scène et la salle et par la mise en place de certains artifices techniques. Depuis son ouverture, plus de 700 spectacles s'y sont succédé. 
Le théâtre a également hérité du statut de Centre dramatique national. Il a été successivement dirigé par Marcel Maréchal, Gildas Bourdet, Jean-Louis Benoît et Macha Makeïeff. Aujourd'hui, et depuis 2022, Robin Renucci en est le directeur,.
Une quarantaine de personnes y travaillent en tant que salariés permanents, mais le théâtre fait également appel à de nombreux intermittents lors de ses créations.
À la mi-mars 2021, dans le cadre du mouvement d'occupation des théâtres initié en mars par l'Odéon à Paris pour réclamer la réouverture des lieux culturels, fermés depuis fin octobre 2020 pour cause de Covid-19, le théâtre de la Criée est occupé par des étudiants, des intermittents et des techniciens,. L'occupation prend fin en juin.

## Direction
- 1981-1994 : Marcel Maréchal
- 1995-2002 : Gildas Bourdet
- 2002-2011 : Jean-Louis Benoît
- 2011-2022 : Macha Makeïeff
- Depuis le 1er avril 2022 : Robin Renucci[10]